# GameStop

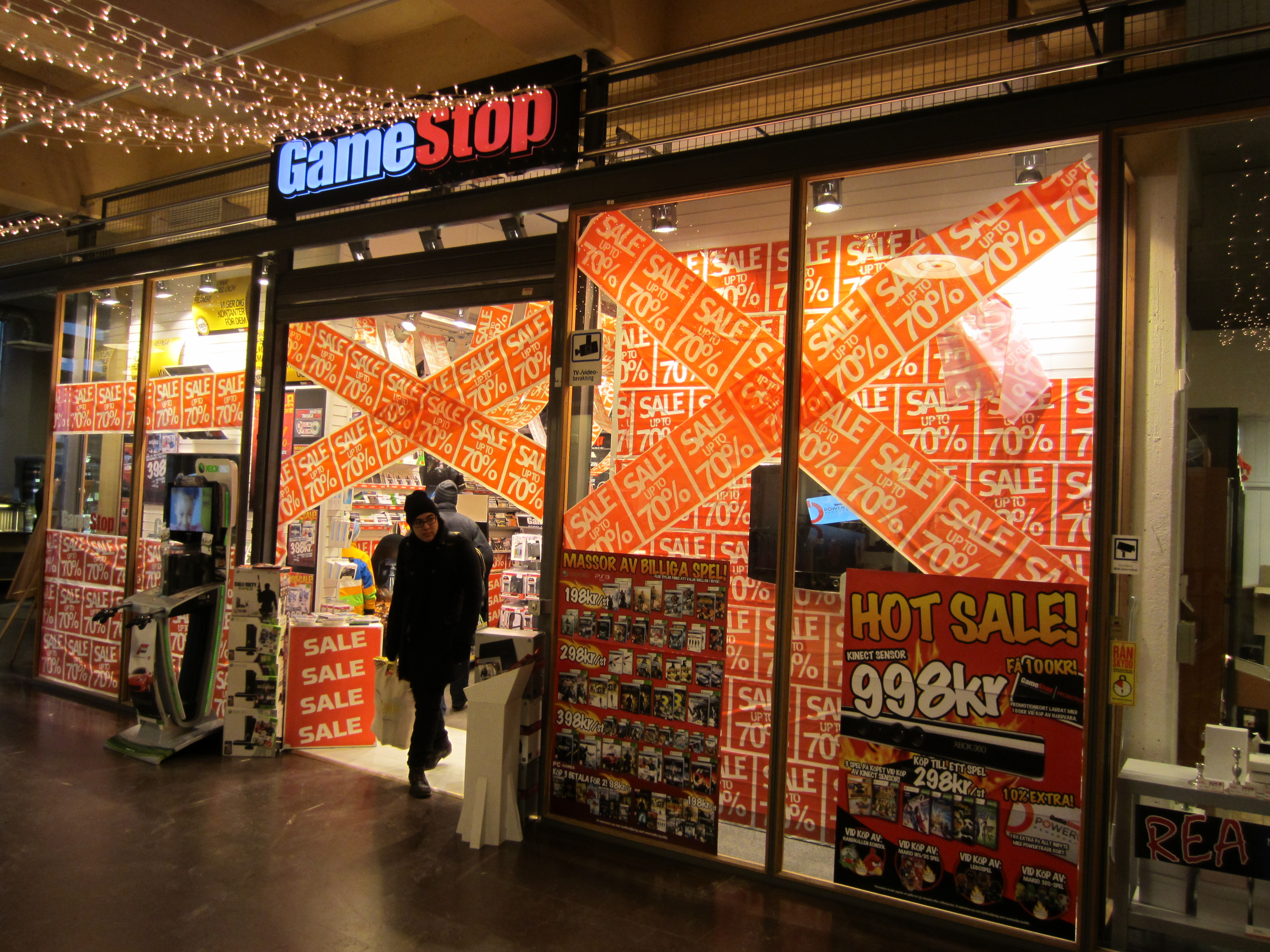
GameStop, Umeå

GameStop — американская розничная сеть по продаже игровых приставок, компьютерных игр и игровых аксессуаров.

## О компании GameStop
По состоянию на 30 января 2021 года сеть магазинов «GameStop» насчитывает 4816 точек продаж в США и 17 странах по всему миру (Австрия, Австралия, Канада, Дания, Финляндия, Франция и другие). Магазины компании также представлены торговыми точками под марками EB Games и Electronics Boutique. Компания выпускала журнал о видео играх под названием Game Informer.

## История компании
История компании началась с небольшой фирмы Babbage’s, занимавшейся продажей программного обеспечения в городе Даллас, штат Техас. Путь маленькой компании к бренду «GameStop» начался с серии слияний с другими компаниями.
Первое слияние было с Software Etc., что привело к образованию Babbage’s Etc. LLC.
В 1999 году эта компания была продана Barnes & Noble — крупной розничной сети, занимающейся продажей книг, электронных книг, журналов, медианосителей. Следующее слияние было с компанией Funco, Inc в июне 2000 года, которая так же была приобретена Barnes & Noble. Таким образом Babbage’s Etc. LLC стала дочерней компанией Funco, Inc, а в конце 2000 года Funco, Inc сменила своё название на GameStop.
В конце 2004 года компания полностью выкупила свои акции у Barnes & Noble, став независимой. В 2005 году была приобретена компания Electronics Boutique, а в 2007 году была куплена Rhino Video Games у сети Blockbuster.
В 2011 году приобретается компания Spawn Labs для создания собственной консоли с уникальными играми «из облака», сервис так и не был запущен и закрывается ровно через 3 года, в 2014 году.
В конце апреля 2014 года CEO GameStop Пол Рейнс (англ. Paul Raines) заявил, что компания входит в третий этап своего развития — распространение своих интересов на смежные с играми направления, например, планшеты и смартфоны. Подобное изменение в интересах компании приведёт к тому, что будет закрыто около 130 из существующих торговых точек.
В начале июля 2014 года Рейнс сообщил, что GameStop планирует сотрудничество с разработчиками игр в направлении создания эксклюзивных DLC для клиентов компании. Рейнс заметил, что данное сотрудничество никак не будет влиять на первоначальную игру — для всех игра будет одинакова, но у клиентов GameStop будет возможность открыть дополнительный контент: миссии, истории и прочее.

### Упадок

#### Изменение рыночной парадигмы
Рынок физических носителей видеоигр начал сокращаться с развитием цифровых сервисов дистрибуции: Xbox Live, PlayStation Network, Nintendo eShop и Steam. В 2017 году компания сообщила о снижении продаж на 16,4 %, причинами которого назывались слабость игровой индустрии, снижение цен под давление промо-кампаний и сократившийся трафик.

#### Попытка разворота (2019 — н. в.)
В июле 2019 года GameStop в партнерстве с дизайнерской фирмой R/GA выдвинула планы по модернизации магазинов, чтобы сосредоточиться на соревновательных играх и ретрогейминге, а также предоставить клиентам новые способы опробовать игры перед их покупкой. Ожидается, что каждый концептуальный магазин будет взаимоисключающим..
Опубликованное 31 июля 2019 года утёкшее электронное письмо сообщило об увольнении в результате реорганизации 50 сотрудников, включая районных и региональных руководителей.
В августе GameStop уволила более 120 сотрудников, в том числе около половины редакции «Game Informer».
В августе 2019 года инвестиционная компания Майкла Бьюрри Scion Asset Management отправила GameStop письмо, в котором призвала компанию провести часть выкупа акций и сообщила о контроле Scion 3,05 % акций компании (2 750 000 акций). Неуклонно снижавшаяся с конца января 2019 года цена акций компании продемонстрировали скачок примерно на 20 % после того, как Берри сообщил об открытии длинной позиции, ибо выход в следующее поколение консолей Sony и Microsoft с физическим дисководом продлят жизнь GameStop. Он также отметил, что баланс компании находится в хорошем состоянии. Однако позже он снизил свою долю в акциях GameStop.
После сообщения о том, что второй квартал 2019 финансового года не оправдал ожиданий аналитиков, в сентябре GameStop объявил о планах закрыть в краткосрочной перспективе 180—200 неэффективных магазинов из имевшихся во всём мире 5700, и разработать показатели для оценки других потенциальных закрытий в течение следующих двух лет. IВ марте 2020 года произошли перестановки в совете директоров, в ходе которых поменялись четыре его члена.
Пандемия COVID-19 вынудила компанию с марта по май 2020 года закрыть все физические операции своих 3,5 тыс. магазинов, сохранив онлайн-торговлю и побочные продажи. Чтобы компенсировать убытки Шерман и совет директоров снизили себе заработную плату на 50 %, другие руководители — на 30 %. В то время как цифровые продажи выросли на 519 %, розничная торговля упала более чем на 30 % за тот же период по сравнению с предыдущим годом, и сеть сообщила об убытке в 150 млн долл. против прибыли в 6,8 млн долл. в 2019 году. Шерман ожидал, что ситуацию удастся выправить за счёт продаж планировавшихся к выпуску во второй половине 2020 года Xbox Series X и PlayStation 5.
8 октября 2020 года GameStop объявила о соглашении с Microsoft по переносу серверных систем на платформы Microsoft 365, а также использование сотрудниками в магазинах продуктов Microsoft Surface. Позже сообщалось, что соглашение также будет включать разделение доходов от всех покупок цифровых игр для Xbox Series X/S для каждого проданного розничным продавцом продукта, хотя точный процент этой доли не разглашался.

### Успешный разворот, 2021—2022 год
В январе 2021 года в совет директоров GameStop вошёл американский предприниматель Райн Коэн, бывший основатель сети Chewy. Коэн также был назначен председателем нового комитета, отвечающего за преобразование всей компании. С тех пор Райн Коэн сыграл важную роль в трансформации GameStop, включая уход нескольких старых руководителей и десяти членов совета директоров, и наём нескольких руководителей из Amazon и Chewy.
В сентябре 2020 года Коэн сообщил о том, что владеет почти 10 % акций GameStop, что сделало его крупнейшим индивидуальным инвестором компании. Позже 17 декабря 2020 года эта ставка была увеличена до 12,9 % за счет внесения поправок в заявку 13D в SEC.
В январе 2021 года размещённые акции компании вызвали пристальный интерес из-за противостояния биржевых медведей и быков. В этом месяце акции выросли в цене на 1800 % со стартовой цены в районе 20 долл. до 350 долл. к 28 января, из-за чего по мере развития ситуации компания стоила 45 млрд долл. (при 65,01 долл. за акцию), а торги акциями останавливались как минимум четыре раза.
В итоге игравшие на понижение профессиональные инвесторы из ряда хедж-фондов, включая Citadel, Citron и Melvin Capital отказались от работы с акциями GameStop из-за «действий агрессивной толпы» из группы на Reddit «WallStreetBets», которые активно играли на повышение акций до 20 долл. продавца видеоигр, к чему уже имелись определённые основания из-за включения в правление компании активиста-инвестора и соучредитель Chewy Inc. Райана Коэна. При этом сложившаяся ситуация не была окончательна: 140 % доступных акций GameStop в настоящее время были проданы в короткую позицию, а рыночные убытки медведей к концу января составляли более 70 млрд долларов.
Ситуация с резким ростом цен повторилась летом 2021 года — с конца мая до и до 9 июня 2021 года стоимость акций поднялась до $342 долларов, после чего в течение двух дней последовал резкий обвал котировок.
14 марта 2022 года цена акций начала восстанавливаться. Официальной публикации общего количества открытых коротких позиций (продажа без покрытия) в отношении GameStop не было опубликовано.
Отличительным моментом в событиях GameStop является то, что часть розничных инвесторов компании инициировали и успешно провели редкую для них процедуру прямого перевода акций от своего брокера и записи акций «на своё имя» у компании трансфер-агента, которой в случае GameStop выступает компания Computershare.
По мнению этих инвесторов, записанные на своё имя акции более не могут ссужаться или иным образом незаконно использоваться для манипуляции брокерами против самих держателей таких акций, хранящих их у таких брокеров.